# Ogmoopsis
Ogmoopsis is een geslacht van uitgestorven kreeftachtigen uit de klasse van de Ostracoda (mosselkreeftjes).

## Soorten
- Ogmoopsis (Quadridigitalis) arcadelti (Vannier, 1986) Jones (C. R.), 1986 †
- Ogmoopsis (Quadridigitalis) ramosa (Sarv, 1959) Jones (C. R.), 1986 †
- Ogmoopsis (Quadridigitalis) siveteri Jones (C. R.), 1986 †
- Ogmoopsis alata Sarv, 1959 †
- Ogmoopsis nepos Schallreuter, 1971 †
- Ogmoopsis nodulifera Hessland, 1949 †
- Ogmoopsis paenequisulcata Hessland, 1949 †
- Ogmoopsis separata (Steusloff, 1894) Schallreuter, 1994 †
- Ogmoopsis variabilis Sarv, 1959 †
- Ogmoopsis veseeri Sarv, 1959 †
- Ogmoopsis vesperi (Sarv, 1959) Schallreuter, 1993 †